# فخرالدین قوامی

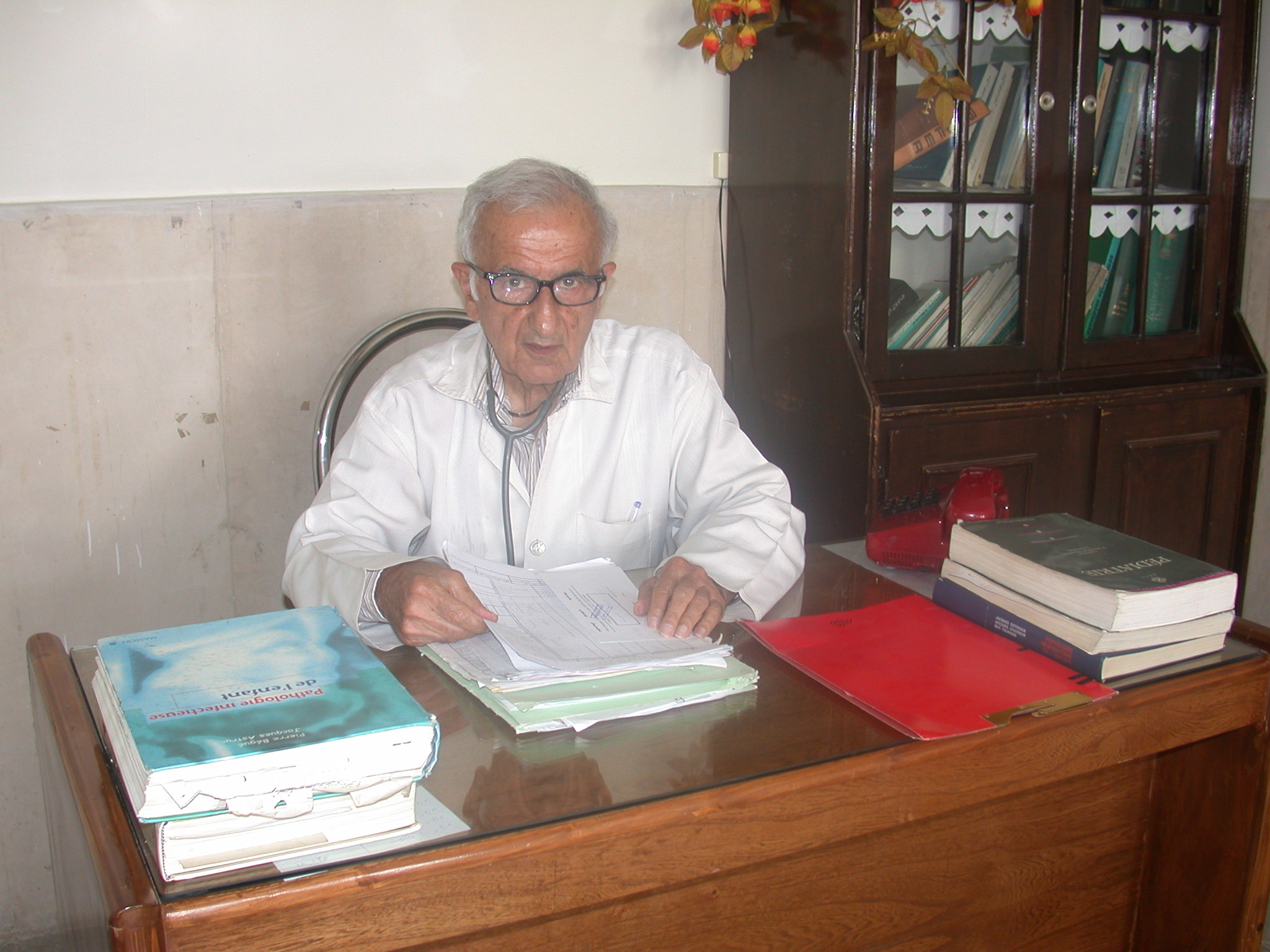
دکتر فخرالدین قوامی

فخرالدین قوامی (۲۲ خرداد ۱۳۰۹ – ۱۰ شهریور ۱۴۰۰) از شاگردان محمد قریب و رئیس بیمارستان فوق‌تخصصی کودکان بهرامی، قدیمی‌ترین بیمارستان کودکان در شرق تهران، بود که بیش از نیم قرن (۶۳ سال) طبابت کرد.

## پیشینه
فخرالدین قوامی ۲۲ خرداد ۱۳۰۹ در محله دزاشیب (دزآشوب قدیم) تهران در خانواده‌ای فرهنگی متولد شد. قوام‌الشریعه پدربزرگ او از روحانیون و معتمدین بنام شمیران بود. میرزا حسن قوامی، پدر دکتر قوامی، به عنوان مدیر، معلم، ناظم، و دفتردار اولین مدرسه دزاشیب به نام «مدرسه خیریه» که توسط علاءالسلطنه ساخته شده بود، فعالیت می‌کرد.
قوامی تا کلاس پنجم در مدرسه خیریه دزاشیب درس خواند. تحصیلات متوسطه را در دبیرستان شاپور تجریش (باغ فردوس کنونی) و دبیرستان البرز گذراند. بنا به توصیهٔ پدرش از بین دو رشته پزشکی و حقوق، رشته پزشکی را انتخاب و در سال ۱۳۲۷ وارد دانشکده پزشکی دانشگاه تهران و سال ۱۳۳۳ فارغ‌التحصیل شد و به‌عنوان دستیار افتخاری دکتر محمد قریب در بیمارستان هزار تختخوابی (امام خمینی) مشغول به کار شد. در سال ۱۳۳۶ از پایان‌نامه خود با عنوان «علائم رادیولوژیک میکزدم» دفاع کرد. سپس به‌عنوان دستیار رسمی در بیمارستان بهرامی شروع به طبابت کرد. در سال ۱۳۴۶ موفق به کسب رتبه دانشیاری در رشته طب کودکان شد. در سال ۱۳۸۰ بازنشسته شد و تا سال ۱۳۹۷ به صورت افتخاری در بخش عفونی بیمارستان بهرامی طبابت می‌کرد. او به زبان فرانسه تسلط داشت.

## رابطه با دکتر قریب
قوامی از شاگردان نخبه دکتر قریب بود. بنا به گفتهٔ همسرش، زمانی که محمد قریب به هر دلیل امکان طبابت نداشت، بیماران خود را به او ارجاع می‌داد.

## سمت‌ها
قوامی در سال ۱۳۴۰ به عنوان رئیس درمانگاه بیمارستان کودکان بهرامی شروع به فعالیت کرد. وی از سال ۱۳۵۸ تا سال ۱۳۷۶ ریاست بیمارستان کودکان بهرامی را به عهده داشت و نقش مهمی در جلوگیری از انحلال این بیمارستان، بعد از اصابت موشک رژیم بعث عراق در سال ۱۳۶۷ و تخریب آن داشت.

## بزرگداشت
روز شنبه ۱۲ اردیبهشت ۱۳۸۸ همزمان با هفته بزرگداشت معلم و روز استاد، مراسم نکوداشت فخرالدین قوامی با حضور باقر لاریجانی رئیس وقت دانشگاه علوم پزشکی تهران در سالن اجتماعات بیمارستان فوق تخصصی کودکان بهرامی برگزار شد.
در دومین جشنواره بنیاد علمی فرهنگی استاد بهادری که ۲۶ بهمن ۹۶ در سالن همایش‌های ستاد مرکزی دانشگاه علوم پزشکی تهران برگزار شد، از فخرالدین قوامی، استاد پیشکسوت گروه کودکان بیمارستان بهرامی به‌عنوان الگوی عملی اخلاق و تعهد حرفه‌ای قدردانی شد.